# Liparetrus rotundipennis
Liparetrus rotundipennis är en skalbaggsart som beskrevs av Macleay 1886. Liparetrus rotundipennis ingår i släktet Liparetrus och familjen Melolonthidae. Inga underarter finns listade i Catalogue of Life.